# 戴尅戎
戴尅戎（1934年6月13日—），福建厦门人，中国骨外科学和骨科生物力学专家，中国工程院院士。中国农工民主党党员。

## 生平
戴尅戎于1952年毕业于上海市南洋模范中学，并考入上海第一医学院。1955年毕业，此后曾历任铁道部四局医院、汉口铁路中心医院、上海铁道医学院医师。1975年起在上海第二医科大学附属第九人民医院任骨科主任。1982年创办了中国最早的骨科生物力学研究机构——上海第二医科大学骨科生物力学研究室。1984年前往美国梅奥诊所（Mayo Clinic）任客座研究员。1993年至1998年间任第九人民医院院长。1995年起任第九人民医院临床医学院院长。2003年当选中国工程院院士。同年出任上海市关节外科临床医学中心主任。2014年当选法国医学科学院外籍院士。

## 学术成就
戴尅戎主要从事人工关节、形状记忆合金医学应用、骨质疏松症、骨折内固定等领域的研究。他在国际上首先将形状记忆合金用于人体内部，还与爱荷华大学合作在国际上首先研制了具机械与生物学固定作用的骨粒骨水泥。
他还曾担任过世界华裔骨科学会会长、亚太人工关节学会会长、国际生物材料研究会副会长、国际髋关节学会会员等众多学术职务。

### 引用
1. ↑  . 科学网.   [2015-12-16]. （原始内容存档于2020-09-20）.